# GSAT-10
O GSAT-10 é um satélite de comunicação geoestacionário indiano da série GSAT que está localizado na posição orbital de 83 graus de longitude leste. Ele foi construído e também é operado pela Organização Indiana de Pesquisa Espacial (ISRO). O satélite foi baseado na plataforma I-3K (I-3000) Bus e sua expectativa de vida útil é de 15 anos.

## Lançamento
O satélite foi lançado com sucesso ao espaço em 29 de setembro de 2012, às 21:45 UTC, por meio de um veículo Ariane 5 ECA a partir do Centro Espacial de Kourou, na Guiana Francesa, juntamente com o satélite Astra 2F. Ele tinha uma massa de lançamento de 3.435 kg.

## Capacidade e cobertura
O GSAT-10 está equipado com 18 transponders de banda C e 12 de banda Ku e uma carga útil de Geo Augmented Navigation (GAGAN) para auxiliar a navegação GPS. O satélite fornece uma ampla cobertura para o território da Índia.